# Junkers Flugzeug- und Motorenwerke AG

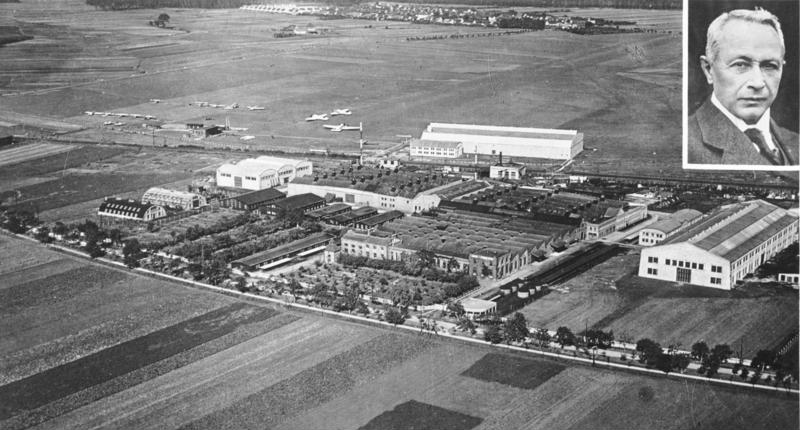
Junkersfabriken i Dessau, innfälld upp till höger syns Hugo Junkers.

Junkers Flugzeug- und Motorenwerke AG var en flygplans- och motortillverkare i Dessau Tyskland.
Företaget startades i mars 1919 av Hugo Junkers med namnet Junkers Flugzeugwerke AG genom ett övertagande av Junkers-Fokker Werke A.G, som verkade 1917-1918. 
1919 erhöll man tillstånd att bedriva passagerarverksamhet med flygplan men företagets huvuduppgift var att tillverka flygplan och motorer. På grund av restriktioner i Versaillefördraget efter första världskriget tvingades man att upphöra med viss tillverkning 1921 och därför etablerades fabriker i andra länder för tillverkning av militärflygplan. 
1922 startades en stor fabrik i Fili utanför Moskva i Sovjetunionen och i Sverige startades AB Flygindustri (Afi) 1925. Dessutom förekom viss tillverkning vid Junkers Larsen Corporation i USA 1919-1920. 
Hugo Junkers tvingades den 2 juni 1933 av den nazistiska regeringen att överföra alla sina patent till IFA och några dagar senare tvingades han att sälja 51 procent av företaget till Reichsluftfahrtministerium för att 1934 ställas inför kravet att sälja resterande 49 procent. 
Reichsluftfahrtministerium sålde samma år 75 procent av bolaget till Thyssen, Mittelstahl, Kruppkoncernen och IG Farben. Sedan 1968 ingår Junkers i Messerschmitt-Bölkow-Blohm (MBB).

## Några av Junkers flygplan
- Junkers F 13
- Junkers W 33
- Junkers Ju 52/1m
- Junkers Ju 52/3m
- Junkers Ju 86
- Junkers Ju 87 Stuka
- Junkers Ju 88
- Junkers Ju 188
- Junkers Ju 388 Störtebecker